# Chiesa di San Leonardo (San Giorgio di Nogaro)
La chiesa di San Leonardo è la parrocchiale di Porto Nogaro, frazione di San Giorgio di Nogaro, in provincia e arcidiocesi di Udine; fa parte della forania della Bassa Friulana.

## Storia
La prima informazione riguardante l'originaria chiesa di Porto Nogaro risale al 18 marzo 1467, data incisa su una pietra appartenente all'antica pila dell'acqua santa; quel giorno fu celebrata la consacrazione del luogo di culto.
Filiale originariamente della pieve di San Vincenzo di Porpetto, nel 1835 fu resa dipendente dalla parrocchia di San Giorgio.
L'edificio, rimaneggiato nel XIX secolo, venne interessato da un importante rifacimento e ampliamento nel 1942 e successivamente eretto a parrocchiale il 10 giugno 1951.
Negli anni ottanta la chiesa fu adeguata alle norme postconciliari; la parrocchia di Porto Nogaro, fusa nel 1990 con quella di Villanova, venne resa nuovamente autonoma nel 2009.

## Descrizione

### Esterno
La facciata della chiesa, rivolta a nordovest e scandita da quattro lesene che la suddividono intere parti, di cui la centrale leggermente più alta, presenta il portale d'ingresso e il rosone e, ai lati, due finestre a tutto sesto; sotto la linea degli spioventi corre una fila di dentelli.
Annesso alla parrocchiale è il campanile a pianta quadrata, la cui cella presenta su ogni lato una bifora ed è coronata dalla guglia piramidale poggiante sul tamburo a pianta ottagonale.

### Interno
L'interno dell'edificio si compone di un'unica navata, le cui pareti sono scandite da archi a tutto sesto e sulla quale si affacciano due cappelle laterali; al termine dell'aula si sviluppa il presbiterio, rialzato di alcuni gradini, ospitante l'altare maggiore e chiuso dall'abside pentagonale.